# Casa Ramos (la Garriga)
Casa Ramos és una obra del municipi de la Garriga (Vallès Oriental) inclosa en l'Inventari del Patrimoni Arquitectònic de Catalunya.

## Descripció
Edifici civil com a habitatge unifamiliar aïllat. Consta de soterrani, planta baixa, pis i golfa. Coberta de faldons amb pissarra. Les obertures estan emmarcades. Les llindes de la planta baixa tenen vessants d'aigua, els de la planta pis i les golfes són de mig punt. En els ampits de les finestres de la planta pis hi ha jardineres suportades per cartel·les. La coberta s'inicia amb una cornisa perimetral en forma de coronament i està suportada per mènsules que, alhora, limiten obertures i cantonades. L'entrada principal està valorada per un balcó-porxo limitat per una balustrada de pedra artificial.

## Història
Es tracta de la modificació i ampliació d'un edifici construït l'any 1886 per Emili Sala Cortés. És l'obra més afrancesada de Xavier Turull a La Garriga.